# Унхаръёган
Унхаръёган (устар. Ун-Хар-Юган) — река в Шурышкарском районе Ямало-Ненецкого АО. Устье реки находится на 14-м км правого берега реки Артемьванью (бассейн Сыни). Длина реки составляет 30 км.
Крупный правый приток — Айхаръёган в 1 км от устья, левый — Уншипугор-Соим.

## Данные водного реестра
По данным государственного водного реестра России относится к Нижнеобскому бассейновому округу, водохозяйственный участок реки — Обь от впадения реки Северная Сосьва до города Салехард, речной подбассейн реки — бассейны притоков Оби ниже впадения Северной Сосьвы. Речной бассейн реки — (Нижняя) Обь от впадения Иртыша.